# Leslie Allen
Leslie Allen (12 marzo 1957) è un'ex tennista statunitense.

## Carriera
In carriera ha vinto un titolo in singolare e 5 titoli di doppio. Nei tornei del Grande Slam ha ottenuto il suo miglior risultato raggiungendo la finale di doppio misto all'Open di Francia nel 1983, in coppia con il connazionale Charles Strode.

## Statistiche

### Singolare

#### Vittorie (1)
| Numero | Anno            | Torneo                                 | Superficie | Avversaria in finale | Punteggio |
| 1.     | 8 febbraio 1981 | Avon Championships of Detroit, Detroit | Sintetico  | Hana Mandlíková      | 6–4, 6–4  |

### Doppio

#### Vittorie (5)
| Numero | Anno             | Torneo                                     | Superficie  | Compagna       | Avversarie in finale            | Punteggio |
| 1.     | 21 dicembre 1980 | Tucson Open, Tucson                        | Sintetico   | Barbara Potter | Mary Lou Daniels Wendy White    | 6-0, 6-3  |
| 2.     | 7 gennaio 1982   | Avon Championships of Detroit, Detroit     | Sintetico   | Mima Jaušovec  | Rosemary Casals Wendy Turnbull  | 6–4, 6–0  |
| 3.     | 25 aprile 1982   | Bausch & Lomb Championships, Amelia Island | Terra rossa | Mima Jaušovec  | Barbara Potter Sharon Walsh     | 6-1, 7-5  |
| 4.     | 25 marzo 1984    | Virginia Slims of Dallas, Dallas           | Sintetico   | Anne White     | Sandy Collins Elizabeth Sayers  | 6–4, 6–4  |
| 5.     | 17 giugno 1984   | DFS Classic, Birmingham                    | Erba        | Anne White     | Barbara Jordan Elizabeth Sayers | 7-6, 6-3  |

### Doppio

#### Finali perse (2)
| Numero | Anno            | Torneo                                   | Superficie | Compagna     | Avversarie in finale         | Punteggio     |
| 1.     | 8 gennaio 1984  | Virginia Slims of Washington, Washington | Sintetico  | Anne White   | Barbara Potter Sharon Walsh  | 1-6, 7-6, 2-6 |
| 2.     | 20 gennaio 1985 | Virginia Slims of Denver, Denver         | Sintetico  | Sharon Walsh | Mary Lou Daniels Robin White | 6-1, 4-6, 5-7 |

### Doppio misto

#### Finali perse (1)
| Numero | Anno | Torneo                  | Superficie  | Compagno       | Avversari in finale            | Punteggio |
| 1.     | 1983 | Open di Francia, Parigi | Terra rossa | Charles Strode | Barbara Jordan Eliot Teltscher | 2-6, 3-6  |